# Cromlech de la Croix Bonnin
Le cromlech de la Croix Bonnin est un monument mégalithique hypothétique situé sur la commune française de Beaulieu-lès-Loches dans le département d'Indre-et-Loire. Le monument entoure le socle d'une croix de mission. Il est classé au titre des monuments historiques par la liste de 1889.

## Localisation et description
Le monument occupe un point haut, à l'est de la commune de Beaulieu-lès-Loches, en limite des territoires de Ferrière-sur-Beaulieu et de Perrusson.
Il se compose de cinq blocs de poudingue d'une hauteur maximale de 0,80 m disposés en pentagone autour d'une croix de mission dont il ne reste que le socle. Considéré depuis 1812 comme étant un « cromlech » par certains auteurs, son caractère mégalithique est très incertain. L'incertitude demeure sur sa nature et sa chronologie : s'agit-il d'un monument néolithique au centre duquel une croix a été érigée ultérieurement ou à l'inverse du socle d'un calvaire qui a été entouré d'un cercle de pierres destiné à le protéger ?
Le monument est classé au titre des monuments historiques par la liste de 1889.

## Légendes et traditions
Les cinq pierres seraient deux jeunes mariés et trois musiciens changés en pierre pour leur attitude au passage d'une procession. Un général anglais aurait été enterré sur place durant la Guerre de Cent Ans.